# Maladera tomentosa
Maladera tomentosa är en skalbaggsart som beskrevs av Frey 1972. Maladera tomentosa ingår i släktet Maladera och familjen Melolonthidae. Inga underarter finns listade i Catalogue of Life.